# 矢入一男
矢入一男（1932年7月27日—2014年3月5日），日本名古屋市人，日本企业家、拨弦乐器制作匠、吉他品牌雅依利的创始人。
毕业于岐阜県立東濃高等学校。1965年，成立雅依利。2006年，获得黄綬褒章。2014年，因多脏器衰竭去世。

## 脚注
1. ↑  ポール、桑田も愛した「ヤイリギター」の矢入一男さん死去、81歳 的存檔，存档日期2014-03-09. 産経新聞 2014年3月9日閲覧